# Zielonko
Zielonko – polskie nazwisko. Na początku lat 90. XX wieku w Polsce nosiły je 270 osób.

## Rody szlacheckie
Zielonko są wymieniani jako klejnotni następujących Herbów:

Herb Jastrzębiec IV
Herb Junosza
Herb Lubicz

## Znani przedstawiciele
- Alfons Zielonko – architekt krajobrazu, projektant terenów zielonych